# 新生児低酸素性虚血性脳症
新生児低酸素性虚血性脳症（しんせいじていさんそせいきょけつせいのうしょう, neonatal hypoxic-ischemic encephalopathy, neonatal HIE）は、周産期を中心として、胎児・新生児の脳が低酸素および虚血にさらされることによって、脳症を呈した状態。新生児脳症（Neonatal encephalopathy, NE)とも呼ばれる。脳性麻痺の主たる要因となる。

## 治療

### 低体温療法
脳低温療法とも呼ばれ、日本における新生児蘇生法のガイドラインである NCPR にも明記されている。
CoolCap Study、NICHD、TOBY Studyなどの大規模スタディによってその有用性が確かめられてきた。
全身低体温であれば食道温を 33–34℃に、選択的頭部冷却であれば食道温を34–35℃に保つ。現在のところ、どちらがよりすぐれているということはない。冷却開始後 72時間を目処に復温を開始し、6時間以上かけて 36.5℃に復温する。復温完了後に高体温となることがあるので注意する。
基準Aおよび基準Bを満たし、除外基準を満たさない症例において適応となる。基準Cは参考所見であり、必須ではない。
- 基準A（重度の全身低酸素負荷）：「出生後 60分以内の血液ガス分析で pH 7.0未満」、「出生後 60分以内の血液ガス分析で BE −16 mmol/L未満」、「出生後 10分におけるアプガースコアが 5点以下」、「10分以上の持続的な新生児蘇生（気管挿管、陽圧換気）を要する」のうちいずれか一つ以上
- 基準B（中等症以上の脳症）：「意識障害（傾眠、鈍麻、昏睡）」かつ以下のうち一つ以上；「筋緊張低下」、「『人形の眼』反射の消失」、「瞳孔反射異常」、「吸啜の低下もしくは消失」、「臨床的痙攣」
- 基準C（aEEG異常）：中等度異常（upper margin > 10 μV　かつ　lower margin < 5 μV）、高度異常（upper margin < 10 μV）、痙攣パターン（突発的な電位の増加と振幅の狭小化、その後の短いburst-suppressionなど）
- 除外基準：在胎36週未満または出生体重 1800 g未満、生後6時間以上経過、低体温療法の不利益が利益を上回ると考えられる場合、全身奇形や染色体異常を含む、施設における人員・設備の準備が不十分な場合、血小板減少、出血傾向、PPHN

### 自己臍帯血幹細胞治療
日本国内における第I相試験が終了し、安全性が確認できたことを受け、2020年11月12日から第II相試験が開始された。

### 抗LOX-1中和抗体
モデルラットにおいて、抗LOX-1中和抗体投与の有用性が報告されている。